# Friedrich von Thun
Friedrich Ernst Peter Paul Maria Thun-Hohenstein (ur. 30 czerwca 1942 w Kvasicach w Czechach) – austriacki aktor filmowy. 

## Życiorys
Pochodził ze szlacheckiej rodziny Thun-Hohenstein. Zofia von Chotek, zamordowana z mężem Franciszkiem Ferdynandem Habsburgem w 1914 roku, była siostrą jego babki Marii, żony Thun-Hohensteina. Był najmłodszym z czterech synów i czwartym z pięciorga dzieci Ernsta Thuna-Hohensteina (1905–1985) i Marie Therese (ur. 1911; z domu Marie Therese Freiin Wiedersperger von Wiedersperg). Wychowywał się w Kvasicach w Czechach z trzema starszymi braćmi: Jaroslavem (ur. 1935), Johannem (ur. 1936) i Franzem (ur. 1939) i młodszą siostrą Elizabeth (ur. 1949). 
Po drugiej wojnie światowej, w 1945 roku przeniósł się z rodziną z Moraw do Austrii. Uczęszczał do Abteigymnasium w Styrii. Już jako gimnazjalista grał w grupie teatralnej i odkrył swoją pasję do teatru. Po maturze, w 1960 roku studiował teatrologię w Monachium. Uczęszczał także na prywatne lekcje aktorstwa. W 1962 roku wziął udział w przesłuchaniach. Grał w Kohlhiesels Töchter (1962), Heirate mich, Cherie i Die fromme Helene (1965). Związał się z Münchner Kammerspiele, gdzie zadebiutował w Gewitter am See (Burza nad jeziorem). Wystąpił w ponad stu produkcjach telewizyjnych i kinowych. Dla stacji telewizyjnej ORF nakręcił serię filmów dokumentalnych. Był reporterem cyklu filmów Schulmädchen-Report (1970-72).
25 kwietnia 1970 roku ożenił się z Gabriele (Yellą; z domu Bleyler; ur. 1941 w Fürstenfeld)), z którą ma dwoje dzieci: córkę Gioię (ur. 16 kwietnia 1974; właściwie Katharina Thun-Hohenstein) i syna Maximiliana Romedio Johanna (ur. 21 lutego 1977 w Monachium). W 1984 roku rozwiódł się. 18 lutego 1999 roku poślubił Gabriele (Gaby) Schniewind. Jednak w 2009 roku doszło do separacji.

## Filmografia

### Filmy fabularne
- 1965: Karuzela miłości (Das Liebeskarussell) jako Heitzmann
- 1966: Magdalena (TV) jako Martin Lechner - Bauernsohn
- 1990: Królewska faworyta (La putain du roi) jako Karl von Schwarzenberg
- 1991: Detektyw Extralarge: Czarne i białe (Extralarge: Black and White, TV) jako senator Pillinger
- 1997: Lista Schindlera jako Rolf Czurda
- 1997: Aptekarka (Die Apothekerin) jako Rolf Moormann
- 2001: Dziecko doskonałe (Das Baby-Komplott, TV) jako prof. Riewa
- 2002: Amen. jako ojciec Gersteina
- 2003: Hitler: Narodziny zła jako generał Erich Ludendorff
- 2008: Żabi król jako król Carlasto
- 2009: Sisi jako szeryf Radetzky

### Seriale TV
- 1972: Tatort (Miejsce zbrodni) jako Ohm
- 1979: Kommissariat IX jako dr Cordell
- 1986: Derrick jako Roland Weidau
- 1989-90: Dziedzictwo Guldenburgów (Das Erbe der Guldenburgs) jako Hannes von Meerungen
- 1992: Kroniki młodego Indiany Jonesa jako Albert Schweitzer
- 1993: Tatort (Miejsce zbrodni) jako Joseph Reisinger
- 1996: Powrót Sandokana (Il ritorno di Sandokan) jako lord Parker
- 1997: Derrick jako Armin Waldhaus
- 1999: Tatort (Miejsce zbrodni) jako Peter Pollak